# Wilhelm von Janowitz

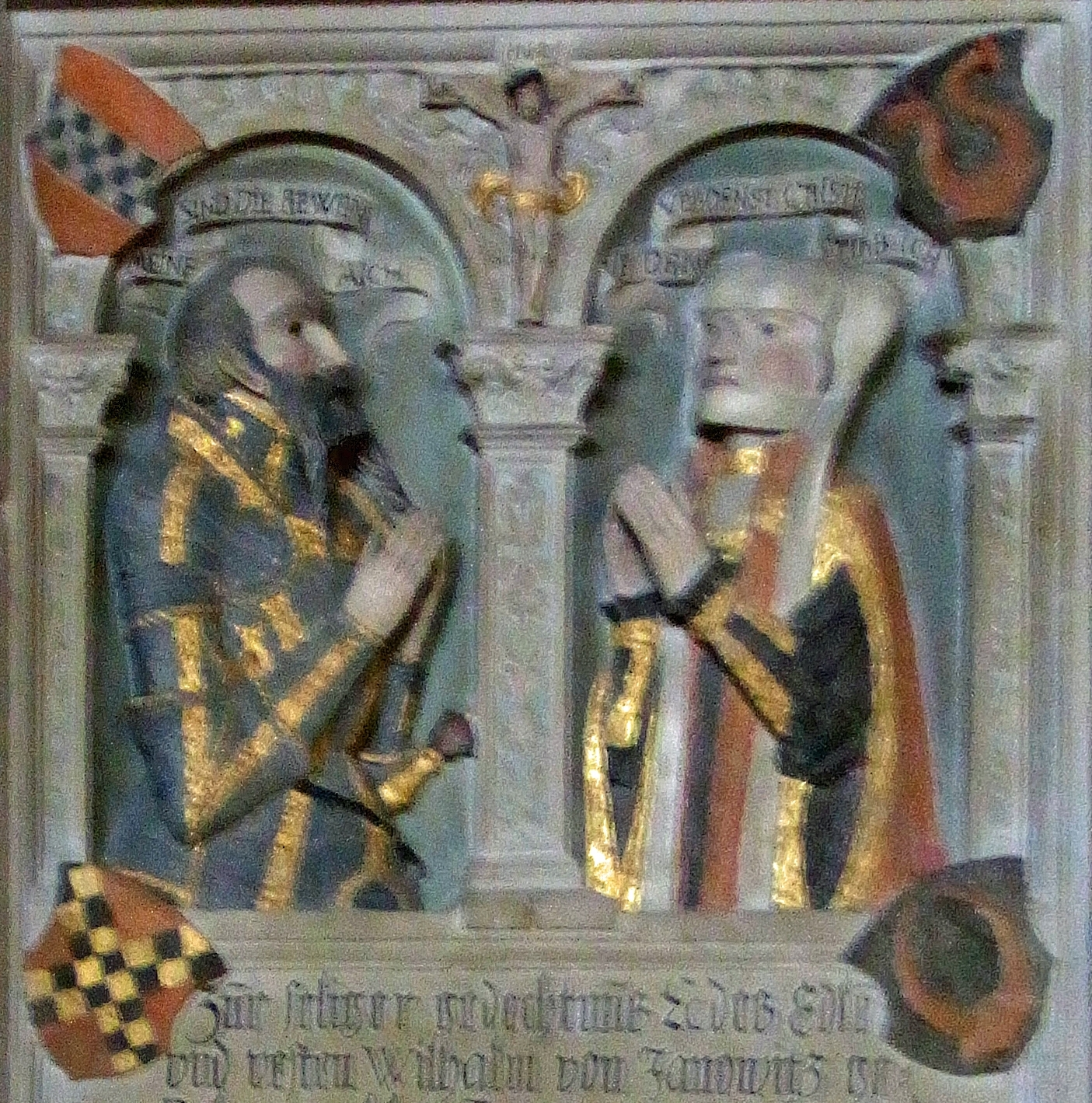
Wilhelm von Janowitz und Anna von Sachsenheim, Epitaph in der Tübinger Stiftskirche.

Wilhelm von Janowitz und Klenau, auch Böhmer genannt, (* 1489; † 1. Mai 1562) war Baumeister, Hauptmann und Burgvogt auf der württembergischen Festung Hohenasperg und Obristzeugmeister der württembergischen Festungen.
Während der Vertreibung von Herzog Ulrich aus Württemberg von 1519 bis 1534 bewährte sich Wilhelm von Janowitz als treuer Gefolgsmann. Nach der Wiedereinsetzung des Herzogs baute er die Festung Hohenasperg aus und diente nach Ulrichs Tod 1550 auch dessen Nachfolger Herzog Christoph von Württemberg.

## Leben

### Herkunft
Wilhelm von Janowitz oder Wilhelm Janowsky von Janowitz und Klenau wurde 1489 als 7. von 8 Kindern in Böhmen geboren. Sein Vater war Hermann Janowsky von und zu Janowitz, seine Mutter war Margarethe Krschinozin von Krschinowitz (Chrziniowsky von Chrziniowitz). Nach seiner böhmischen Herkunft wurde Wilhelm von Janowitz auch Böhmer, Böhm oder Böhem genannt.

### Vor Herzog Ulrichs Vertreibung
Im jugendlichen Alter verschlug es Wilhelm von Janowitz nach Württemberg, wo er unter der Protektion von Herzog Ulrich als Edelknabe aufgezogen wurde. Nach einer anderen Quelle kam er 1511 mit „dem Grafen von Salm“ (wahrscheinlich Niklas Graf Salm der Ältere) nach Württemberg an den Hof von Herzog Ulrich. Während der 15-jährigen Vertreibung des Herzogs von 1519 bis 1534 gehörte Wilhelm zu dessen treuen Gefolgsleuten.

### Nach Herzog Ulrichs Wiedereinsetzung

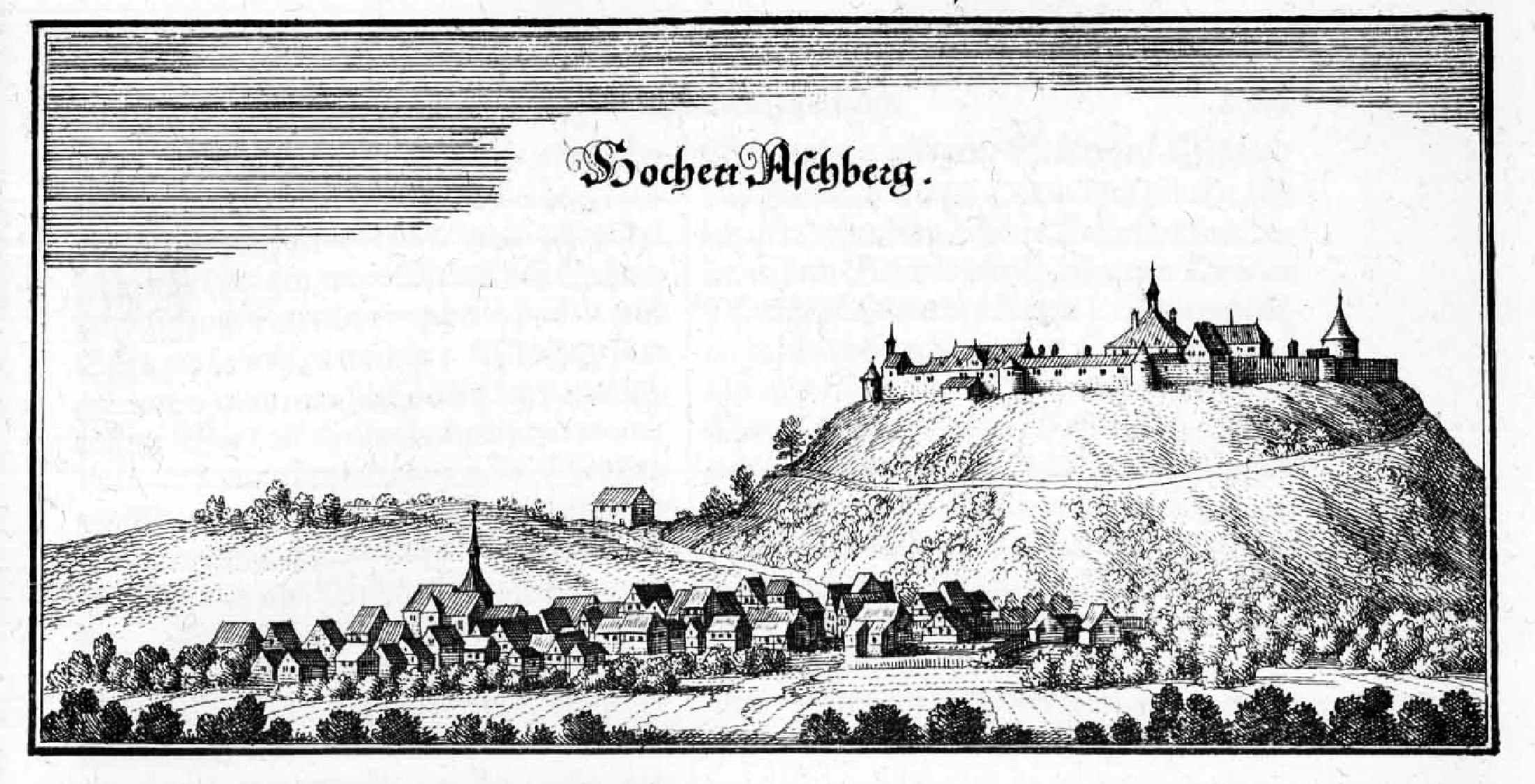
Hohenasperg nach Matthäus Merian, 1643/1656.

1534 wurde Ulrich als Herzog von Württemberg wiedereingesetzt. Er eroberte den Hohenasperg zurück und ernannte 1535 seinen treuen Gefolgsmann Wilhelm zum Burgvogt und zum Obristzeugmeister der württembergischen Festungen. Auf dem Berg ließ Herzog Ulrich „eine regelmäßige Festung mit Bastionen und Thürmen“ anlegen, welche den Namen Hohenasperg erhielt. Wilhelm wird wohl die Bauarbeiten als Baumeister geleitet haben, wenn dies auch sonst nicht ausdrücklich erwähnt wird. Von Wilhelms Ruf als Festungsbaumeister zeugt jedenfalls ein Brief von Markgraf Karl II. von Baden-Durlach an Herzog Christoph von Württemberg aus dem Jahr 1553. Darin erbat sich der Markgraf Christophs Baumeister Wilhelm von Janowitz zur Unterstützung bei der Planung seiner Festungsbauten.
Im Schmalkaldischen Krieg kommandierte Wilhelm von Janowitz die „gesammte [württembergische] Artillerie, 18 Geschütze mit 161 Mann und 209 Pferden“. 1547 wurde die Festung Hohenasperg von kaiserlichen Truppen besetzt und erst 1553 an Herzog Christoph, den Nachfolger des 1550 gestorbenen Herzogs Ulrich, zurückgegeben. Es ist nicht bekannt, welche Aufgaben Wilhelm während der 6-jährigen Besetzung der Festung wahrnahm. 1550 wurde ihm das Rittergut Ditzingen zu Lehen gegeben, das bis 1665 im Besitz der Familie blieb. 1553 wurde er von Herzog Christoph wieder als Festungshauptmann eingesetzt. Ihm war eine 40-köpfige Besatzung unterstellt.
Wilhelm war zweimal verheiratet und hatte 6 Kinder. Er starb im Alter von 73 Jahren am 1. Mai 1562. An ihn und seine erste Frau, die bereits 9 Jahre vor ihm gestorben war, erinnert ein Doppelepitaph in der Tübinger Stiftskirche (→ Epitaph).

## Familie

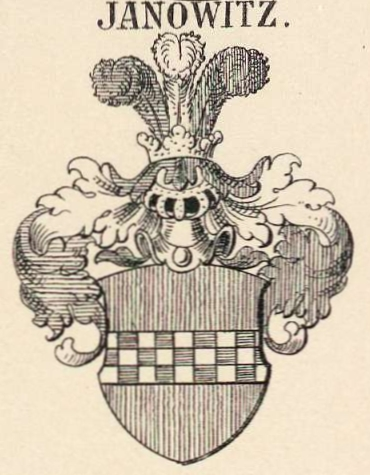
Janowitz-Wappen bis 1653.

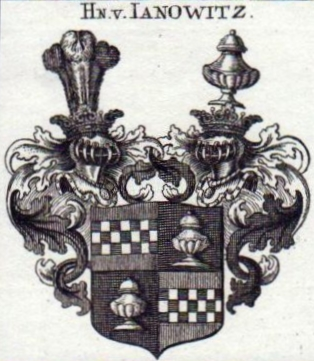
Janowitz-Wappen ab 1653.

1540 verheiratete sich Wilhelm von Janowitz mit Anna von Sachsenheim († 1553), der Tochter von Reinhard von Sachsenheim († 1560) und Margareta von Sachsenheim († 1556). Aus der Ehe gingen 5 Kinder hervor, darunter die Söhne Johann und Hermann von Janowitz. Nach dem Tod seiner ersten Frau 1553 heiratete Wilhelm Ursula Rau von Winnenden. Aus dieser Ehe ging eine Tochter hervor.

### Johann von Janowitz
Johann von Janowitz (1542–1575), Sohn von Wilhelm von Janowitz, kam schon als Kind nach Frankreich, wo er „Besme“ (= Böhme) genannt und in der Familie derer von Guise aufgezogen wurde. Er wurde Stallmeister des Herzogs Heinrich von Guise und heiratete 1572 dessen Nichte Anna von Arne, die Tochter des Kardinals Louis II. de Lorraine-Guise. In der Bartholomäusnacht tötete Johann von Janowitz 1572 unter der Anführung des Herzogs von Guise den Admiral Gaspard de Coligny, einen Führer der Hugenotten. Johann von Janowitz starb 1575 durch die Hand eines Parteigängers von Coligny.

### Hermann von Janowitz
Hermann von Janowitz (1544–1590), Sohn von Wilhelm von Janowitz, diente als Obervogt zu Gröningen und Bietigheim, 1579 bis 1588 als Obervogt zu Sachsenheim und 1589–1590 als württembergischer Haushofmeister. 1589 stiftete er für das 1958 abgerissene Rathaus in Sachsenheim ein Buntglasfenster des Tuttlinger Glasmalers Ulrich Pfeifer mit dem Familienwappen derer von Janowitz. Aus der Ehe mit Agnes von Sternenfels (1562–nach 1625) ging der Sohn Ludwig von Janowitz hervor. 1578 erwarb Hermann von Janowitz von Herzog Christoph von Württemberg das neue Sachsenheim-Haus in Stuttgart in der Schmalen Straße 3. Das Haus war 1688 noch im Besitz der Witwe von Hermanns Enkelsohn Friedrich Ludwig von Janowitz.

### Ludwig von Janowitz
Ludwig von Janowitz (1583–1641), Sohn von Hermann von Janowitz, wurde 1607 württembergischer Oberrat und 1624 Obervogt zu Kirchheim unter Teck. Aus seiner zweiten Ehe mit Ursula Sibylla von Hallweil (1587–1637/1638) ging der Sohn Friedrich Ludwig von Janowitz hervor. 1641 wurde Ludwig von Janowitz als württembergischer Gesandter zum Reichstag nach Regensburg entsandt, wo er am 31. Mai 1641 verstarb und als erster Gesandter, von vielen später folgenden Gesandten, begraben wurde auf dem Kirchhof der Dreieinigkeitskirche dem heutigen Gesandtenfriedhof.

### Friedrich Ludwig von Janowitz
Friedrich Ludwig von Janowitz (1618–1673), Sohn von Ludwig von Janowitz, wurde 1638 württembergischer Oberrat und 1653 mit dem Erbschenkenamt des Herzogtums Württemberg belehnt. Er änderte daraufhin das Familienwappen, das nun in zwei Vierteln das bisherige Stammwappen zeigte und in den beiden anderen Vierteln je einen Deckelbecher. 1658 war er Rat und Obervogt von Brackenheim und 1669 Rat und Ausschussmitglied des Reichsritterorts Kocher. Seine Ehe mit Benigna Veronika Schaffalitzki von Muckadell (1622–1690) blieb kinderlos. Er starb 1673 als letztes Glied der württembergischen Linie des Geschlechts derer von Janowitz.

## Epitaph

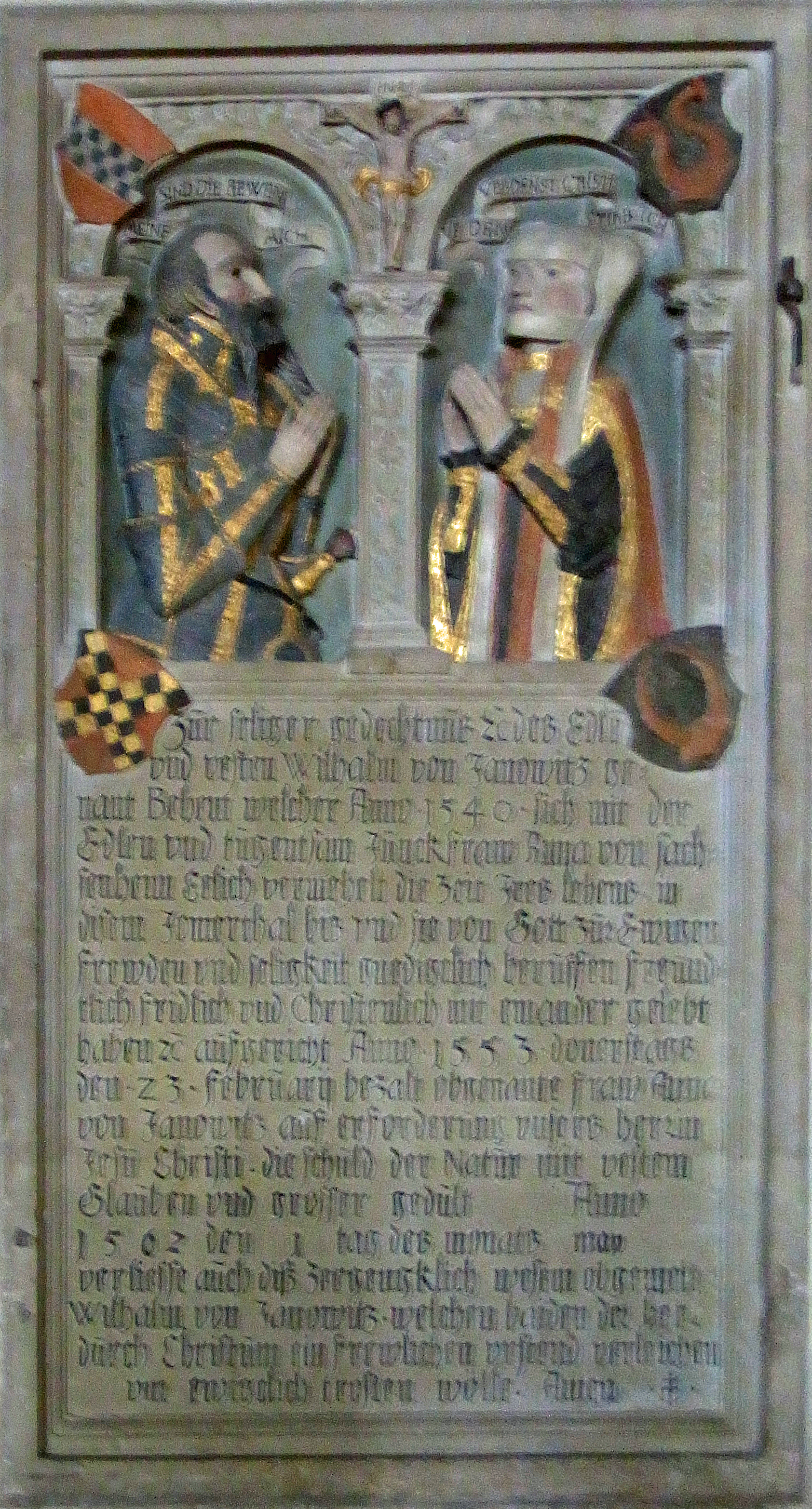
Epitaph von Wilhelm von Janowitz und seiner Frau.

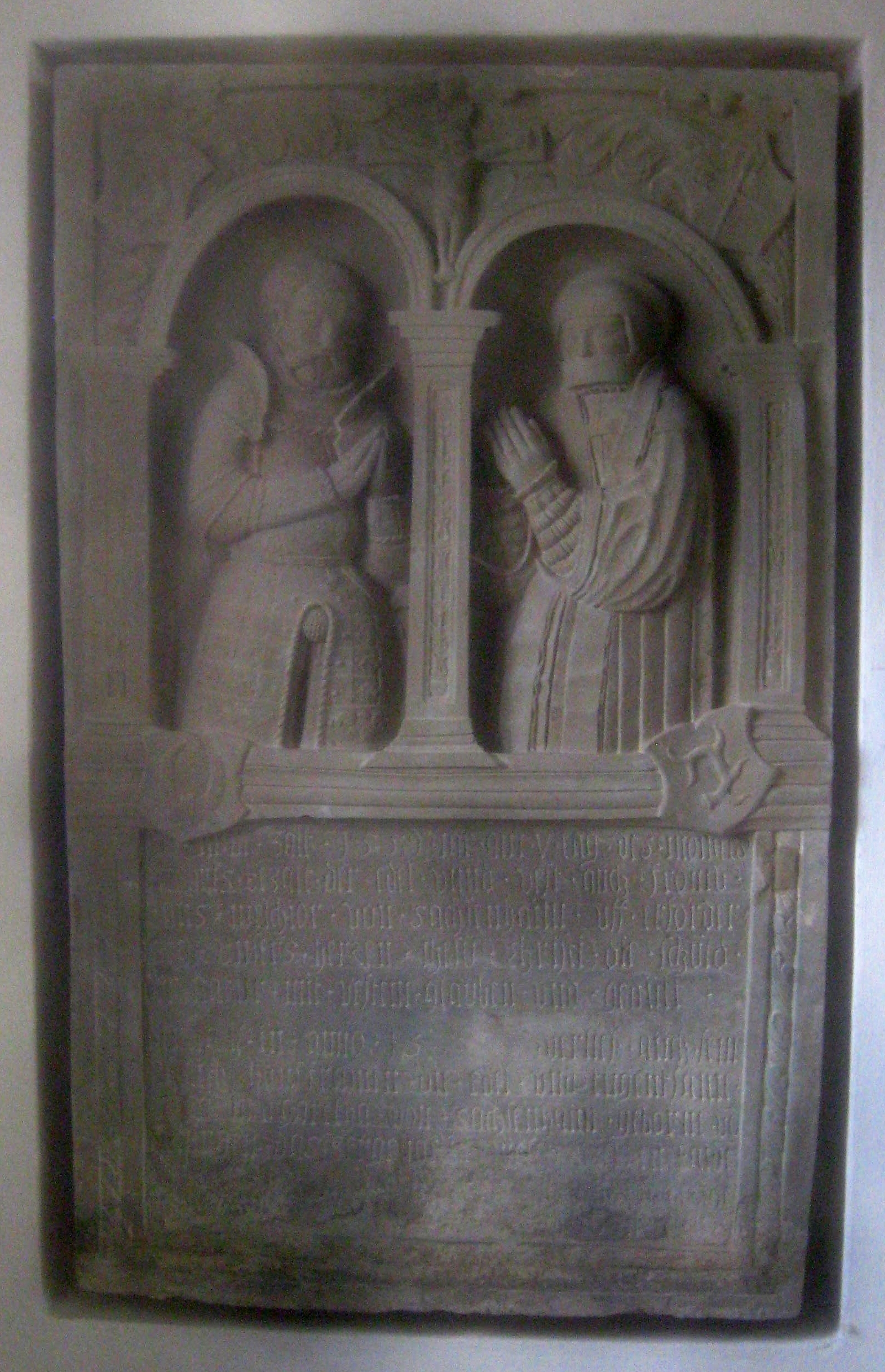
Epitaph von Hans Melchior von Sachsenheim und seiner Frau.

Nach dem Tod seiner ersten Frau Anna von Sachsenheim 1553 ließ Wilhelm von Janowitz von dem Bildhauer Joseph Schmid aus Urach ein Doppelepitaph anfertigen, das in der Tübinger Stiftskirche aufgestellt wurde.
Das Epitaph besteht aus einer Sandsteinplatte, die in zwei Felder geteilt ist. Das obere Feld zeigt ein Relief mit einem Doppelfenster unter einem pfeilergestützten Doppelbogen und den Halbfiguren der Verstorbenen. Sie wenden sich betend dem Kleinkruzifix zu, das in dem Zwickel zwischen den Fensterbögen angebracht ist. An den Ecken links befinden sich zwei Wappen der Herren von Janowitz, rechts zwei Büffelhornwappen der Herren von Sachsenheim. Das untere Feld trägt die Inschrift.
Ein ähnliches Epitaph, das vier Jahre nach dem Janowitz-Epitaph entstand, befindet sich in der Stadtkirche St. Fabian und St. Sebastian in Sachsenheim. Es wurde 1559 für Hans Melchior von Sachsenheim († 1559), einen Bruder von Wilhelm von Janowitz’ Frau Anna von Sachsenheim, und dessen Gemahlin Margaretha von Venningen († 1569) geschaffen und stimmt nach dem Typus und weitgehend auch im Inschriftentext mit dem Janowitz-Epitaph überein.